# Guilherme Drummond de Hawthornden
‎Guilherme Drummond‎‎ (em inglês: William Drummond; 13 de dezembro de 1585 - 4 de dezembro de 1649), chamado "‎‎de Hawthornden‎‎", foi um poeta escocês.‎

## Vida
Drummond nasceu no Castelo de Hawthornden, Midlothian, filho de João Drummond, 1.º Lorde de Hawthornden, e Susannah Fowler, irmã do poeta e cortesão Guilherme Fowler e filha de Janete Fockart. Roberto Drummond de Carnock, um antigo Mestre de Trabalho da Coroa da Escócia, era seu avô.
Drummond recebeu sua educação inicial na Real Escola de Edimburgo e se formou em julho de 1605 como MA da recém-fundada Universidade de Edimburgo. Seu pai era um cavalheiro na corte inglesa (como tinha sido na corte escocesa desde 1590) e Guilherme, em uma visita a Londres em 1606, descreve as festividades relacionadas com a visita do rei da Dinamarca. Drummond passou dois anos em Burges e Paris estudando Direito; e em 1609, ele estava novamente na Escócia, onde, com a morte de seu pai no ano seguinte, ele se tornou o lord de Hawthornden aos 24 anos.